# 宽叶柳穿鱼
宽叶柳穿鱼（学名：Linaria thibetica），为玄参科柳穿鱼属下的一个植物种。